# Prinsuéjols-Malbouzon
Prinsuéjols-Malbouzon – gmina we Francji, w regionie Oksytania, w departamencie Lozère. W 2013 roku liczba ludności wynosiła 283 mieszkańców. 
Gmina została utworzona 1 stycznia 2017 roku z połączenia dwóch ówczesnych gmin: Malbouzon oraz Prinsuéjols. Siedzibą gminy została miejscowość Malbouzon.